# LT&SR Directors’ Saloon
Der Salonwagen für die Direktoren der britischen London, Tilbury and Southend Railway (LT&SR) wurde 1912 gebaut.

## Geschichte
Die Direktoren der LT&SR entschieden sich dazu einen eigenen Salonwagen für dienstliche Fahrten bauen zu lassen. Dieser Wagen entstand 1912 in den bahneigenen Werkstätten in Plaistow nach Musterblatt 43 und bekam die Nummer 4. Bedingt durch die Übernahme der Gesellschaft durch die Midland Railway (MR) im Herbst 1912, konnte der Wagen nie seinen ursprünglichen Zweck erfüllen und die MR überführte den Wagen nach einiger Zeit an ihren Hauptsitz nach Derby, wo er für besondere Zwecke bereitgehalten wurde. Dort bekam er die Nummer 2799. 1923 ging der Wagen mit dem kompletten Rollmaterialbestand der MR an die neu gegründete London, Midland and Scottish Railway (LMS) über und erhielt die Nummer 817. 1946 verkaufte die LMS den Wagen und er wurde als private Wohnung in Melton Mowbray genutzt.

## Inneneinrichtung
Der Wagen war unterteilt in vier Bereiche. Eine Lounge mit vier Sesseln, nachfolgend ein fast 630 cm langer Speisesalon mit zehn Plätzen. Diese beiden Räume waren mit Mahagoni-Holz verkleidet und hatten einen mit Axminster-Teppich belegten Boden. Von dort aus führte ein seitlicher Verbindungsgang vorbei an der Küche, die mit elektrischen Kochplatten, Kühlschrank, Wassererhitzer und allem ausgestattet war, was damals technisch machbar war, weiter zu einer Toilette und letztlich zum 370 cm langen Rauchersalon. Die Toilette war mit weißem Carrara-Marmor ausgekleidet und am Waschbecken gab es fließend kaltes und warmes Wasser. Der Rauchersalon, in dem sich sieben Sessel aus Korbgeflecht mit braunen Lederbezügen befanden, war mit dunklem Eichenholz mit feinen Intarsienarbeiten verkleidet.

## Lackierung und Beschriftung
Das Fahrgestell, die Drehgestelle und alle anderen Metallteile waren königsblau lackiert, der Aufbau war, wie bei allen Personenwagen der LT&SR, aus lackiertem Teakholz und das Dach war weiß. Neben dem Wappen der Midland Railway auf den Türen und den Initialen MR in Schreibschrift auf jeder Längsseite in der Wagenmitte, sowie einer kleinen weißen 4 am Rahmen unten links, hatte der Wagen keinerlei Beschriftung.